# Граф Рочестер

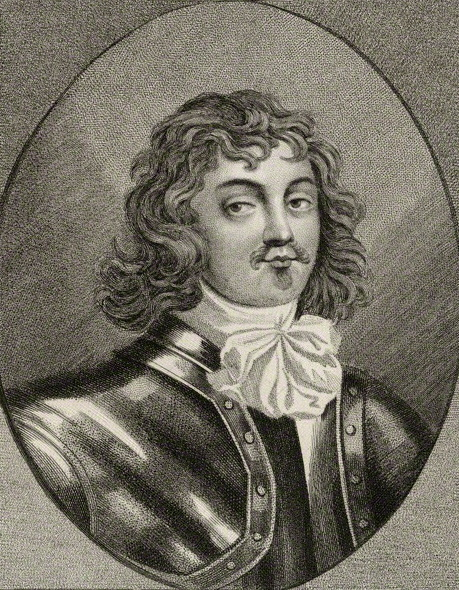
Генри Уилмот, 1-й граф Рочестер

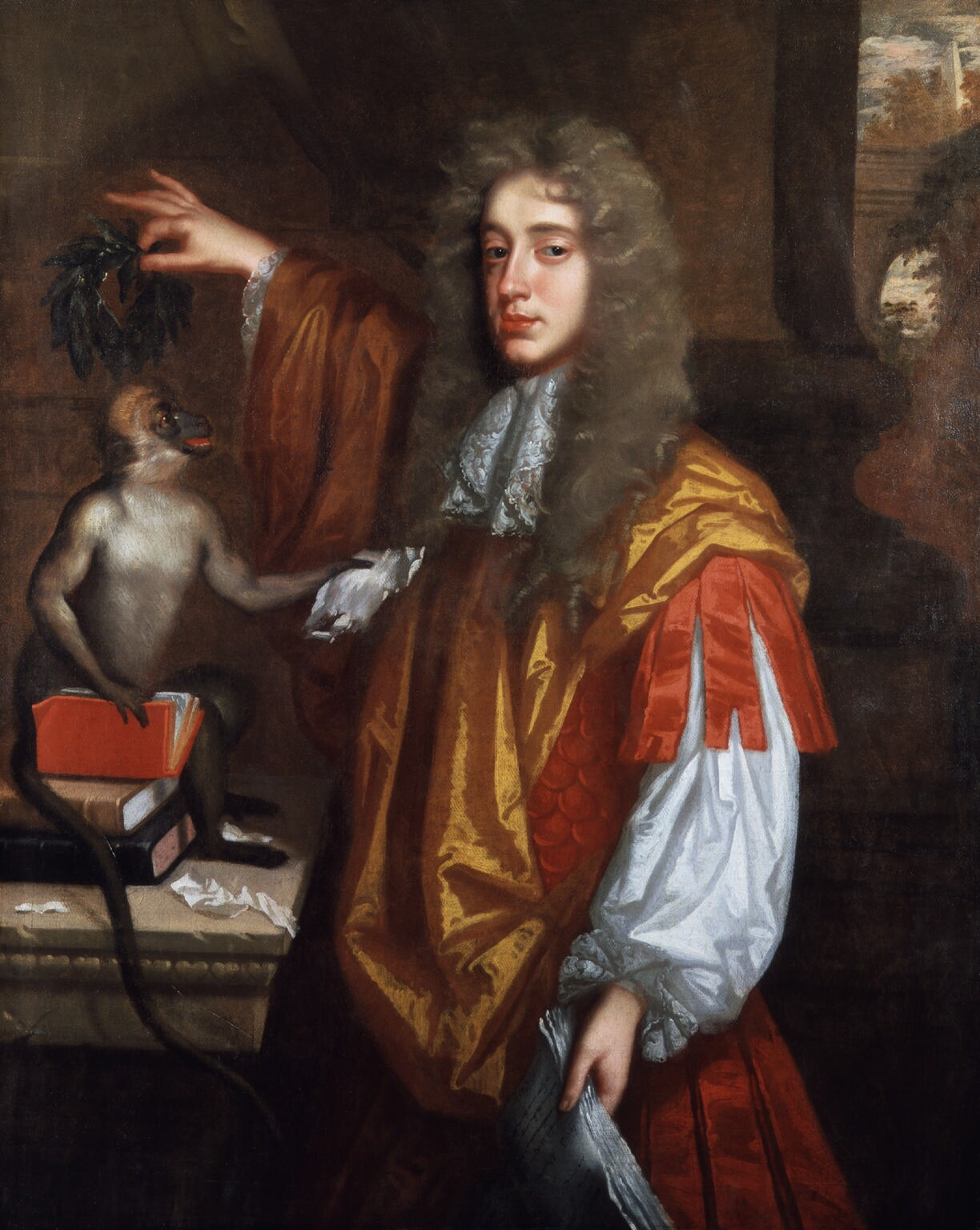
Джон Уилмот, 2-й граф Рочестер

Граф Рочестер — угасший титул в системе пэрства Англии. Впервые титул был создан в 1652 году для роялиста Генри Уилмота, 2-го виконта Уилмота (1612—1658). Еще в 1643 году он получил титул барона Уилмота из Аддербури (графство Оксфордшир), став пэром Англии. Он был сыном Чарльза Уилмота (1572—1644), который в 1622 году получил титул виконта Уилмота из Атлона (пэрство Ирландии). Лорд Рочестер скончался в 1658 году, ему наследовал его сын, Джон Уилмот, 2-й граф Рочестер (1647—1680) — друг короля Карла II и поэт, писавший сатирические и похабные стихи. В 1667 году он похитил и женился на богатой наследнице Элизабет Малле (1651—1681), дочери Джона Малле из замка Энмор. В 1680 году ему наследовал единственный сын, Чарльз Уилмот, 3-й граф Рочестер (1671—1681), умерший ребёнком.
В 1682 году титул графа Рочестера был вторично создан для государственного деятеля и писателя Лоуренса Хайда (1642—1711). Он получил титулы барона Уоттона Бассета и виконта Хайда из Кенилворта в графстве Уорик, став пэром Англии. Лоуренс Хайд был вторым сыном Эдварда Хайда, 1-го графа Кларендона. Ему наследовал в 1711 году его единственный сын Генри Хайд, 2-й граф Рочестер (1672—1753). Он занимал пост лорда-лейтенанта Корнуолла (1711—1714). В 1723 году он стал преемником своего двоюродного брата Эдварда Хайда в качестве 4-го графа Кларендона. Его единственный выживший сын Генри Хайд, виконт Корнбёри (1710—1753) в 1750 году получил титул барона Хайда и стал членом Палаты лордов. Однако в мае 1753 года Генри Хайд скончался, а через семь месяцев, в декабре 1753 года, умер и его отец. Титулы графа Кларендона и графа Рочестера угасли.

## Виконты Уилмот (1621)
- 1621—1644: Чарльз Уилмот, 1-й виконт Уилмот (1571—1644), сын Эдварда Уилмота из Калэма и Элизабет Стаффорд
- 1644—1658: Генри Уилмот, 2-й виконт Уилмот (26 октября 1612 — 19 февраля 1658), младший сын предыдущего, барон Уилмот с 1643 года и граф Рочестер с 1652 года

## Графы Рочестер, первая креация (1652)
- 1652—1658: Генри Уилмот, 1-й граф Рочестер (26 октября 1612 — 19 февраля 1658), младший (третий) сын Чарльза Уилмота, 1-го виконта Уилмота
- 1658—1680: Джон Уилмот, 2-й граф Рочестер (1 апреля 1647 — 26 июля 1680), сын предыдущего
- 1680—1681: Чарльз Уилмот, 3-й граф Рочестер (2 января 1671 — 12 ноября 1681), единственный сын предыдущего

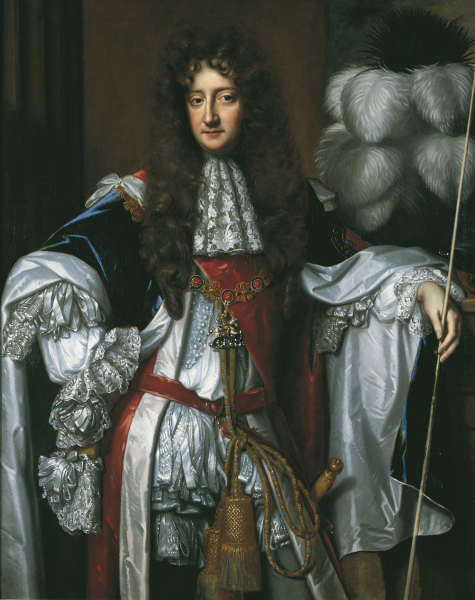
Лоуренс Хайд, 1-й граф Рочестер

## Графы Рочестер, вторая креация (1682)
- 1682—1711: Лоуренс Хайд, 1-й граф Рочестер (15 марта 1642 — 2 мая 1711), второй сын Эдуарда Хайда, 1-го графа Кларендона
- 1711—1753: Генри Хайд, 4-й граф Кларендон, 2-й граф Рочестер (июнь 1672 — 10 декабря 1753), сын предыдущего
  - Эдвард Хайд (ум. 17 ноября 1702), старший сын предыдущего
  - Лоуренс Хайд (6 октября 1703 — 27 мая 1704), второй сын 2-го графа Рочестера
  - Генри Хайд, виконт Корнбёри, 5-й барон Хайд (28 ноября 1710 — 28 мая 1753), младший сын 2-го графа Рочестера.